# Minerbio
Minerbio is een gemeente in de Italiaanse metropolitane stad Bologna (regio Emilia-Romagna) en telt 8249 inwoners (31-12-2004). De oppervlakte bedraagt 43,0 km², de bevolkingsdichtheid is 175 inwoners per km².

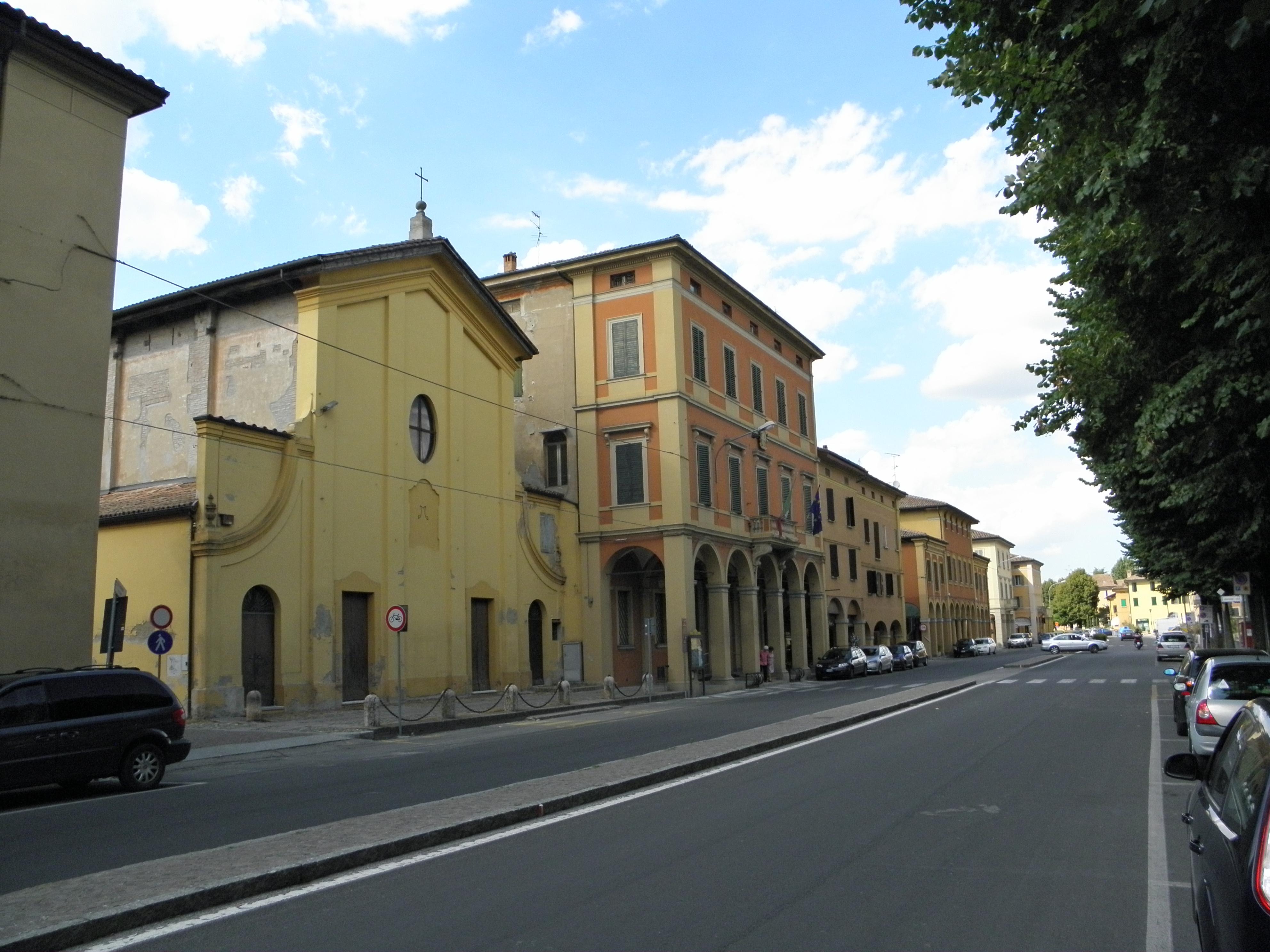
Centrum van Minerbio
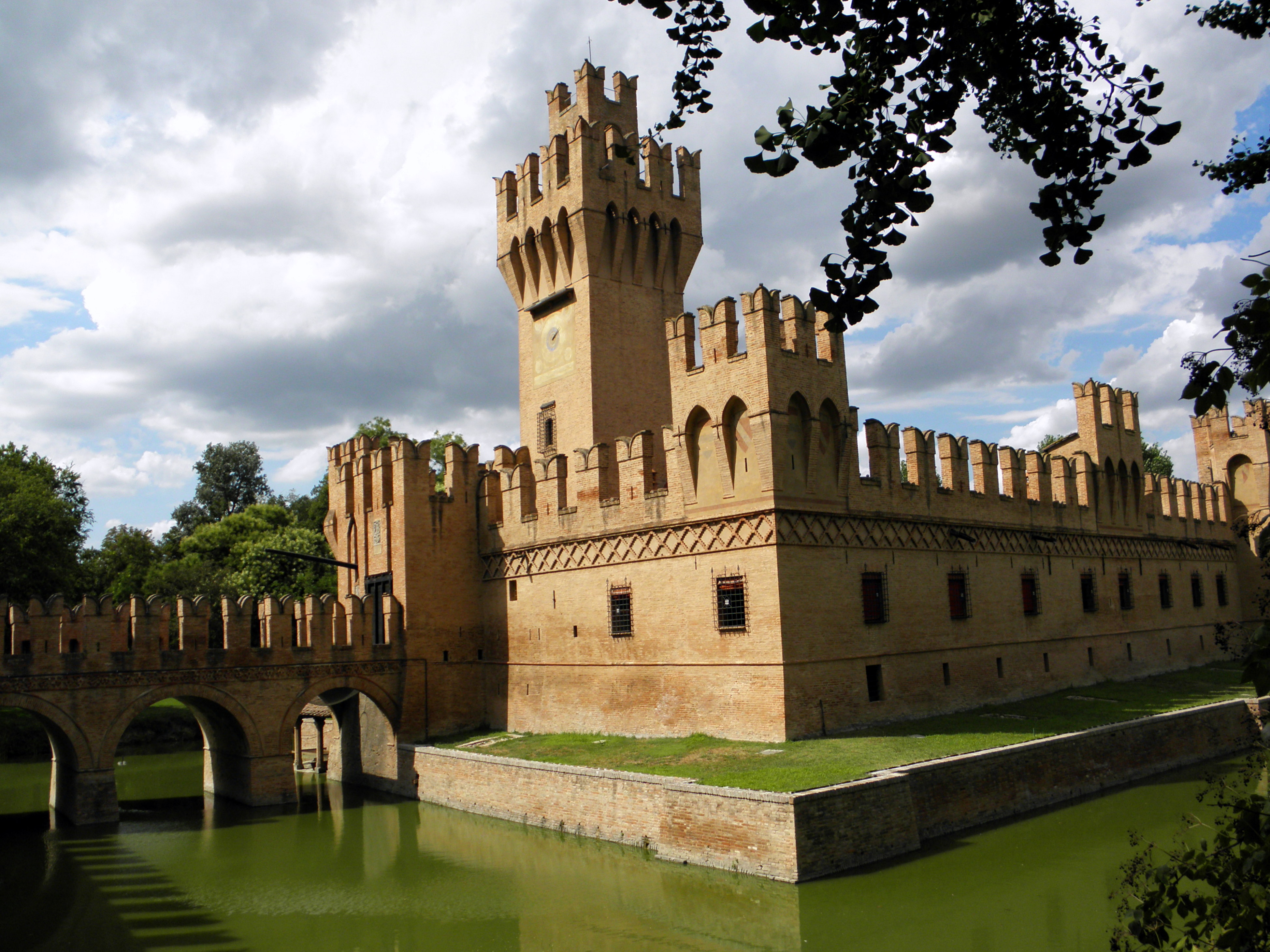
Kasteel van San Martino

## Demografie
Minerbio telt ongeveer 3437 huishoudens. Het aantal inwoners steeg in de periode 1991-2001 met 11,6% volgens cijfers uit de tienjaarlijkse volkstellingen van ISTAT.
| Jaar | Inwoneraantal |
| ---- | ------------- |
| 1991 | 6774          |
| 2001 | 7558          |

## Geografie
De gemeente ligt op ongeveer 16 meter boven zeeniveau.
Minerbio grenst aan de volgende gemeenten: Baricella, Bentivoglio, Budrio, Granarolo dell'Emilia, Malalbergo.

## Geboren
- Benito Cocchi (1934-2016), bisschop